# Звичка одружуватися
Звичка одружуватися (англ. The Marrying Man) — американська кінокомедія 1991 року.

## Сюжет
Майбутній мільйонер Чарльз Перл, спадкоємець фірми з виробництва зубної пасти, вирішив одружитися з чарівною Аделлю, дочкою голлівудського кіномагната Лью Горнера. Але за тиждень до весілля Чарльз знайомиться в Лас-Вегасі з пристрасною співачкою Віккі Андерсон, подружкою відомого мафіозі Багсі Сігала. Застигнувши парочку в ліжку, той оригінально мстить, змушуючи їх негайно одружитися. Так починаються страждання нещасного плейбоя, що розривається між колишньою нареченою і законною, але небезпечною дружиною.

## У ролях
| Актор           | Роль           |
| --------------- | -------------- |
| Кім Бейсінгер   | Віккі Андерсон |
| Алек Болдвін    | Чарлі Перл     |
| Роберт Лоджа    | Лью Горнер     |
| Елізабет Шу     | Адель Горнер   |
| Арманд Ассанте  | Багсі Сігел    |
| Пол Райзер      | Філ Голден     |
| Фішер Стівенс   | Семмі          |
| Пітер Добсон    | Тоні           |
| Стів Гітнер     | Джордж         |
| Джеремі Робертс | Гас            |
| Біг Джон Стадд  | Данте          |
| Тоні Лонго      | Сем            |
| Том Мілановіч   | Енді           |
| Тім Гаузер      | Вуді           |